# Союз обороны Эстонии
Союз обороны Эстонии, также известный как Ка́йтселийт (эст. Kaitseliit) — добровольческое военизированное формирование в Эстонии. Наряду с вооружёнными силами Эстонии входит в состав Сил обороны Эстонии.

## История

### Возникновение

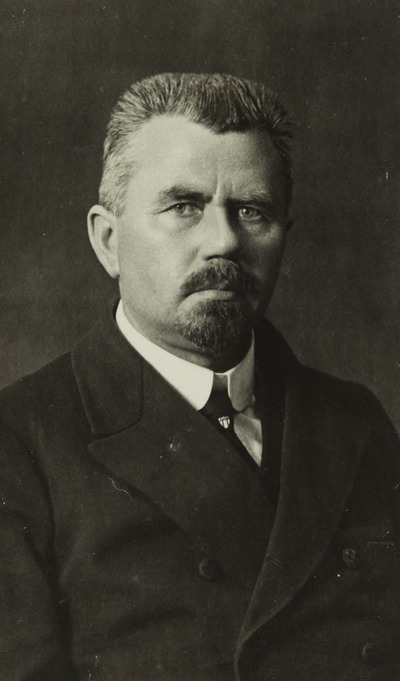
Йохан Питка, основатель «Кайтселийта» и его первый командующий

Генерал-майор Йоханнес Орасмаа, один из основателей «Кайтселийта»

История «Кайтселийта» началась ещё в конце 1917 — начале 1918 гг. и с этого времени самым тесным образом была связана с историей Эстонского государства. После прихода к власти Эстонского большевистского военно-революционного комитета в октябре 1917 года во многих уездах стали образовываться национальные военные формирования во главе с зажиточными крестьянами, хозяевами магазинов и небольших предприятий. В феврале 1918 года, во время наступления немецкой кайзеровской армии на восточном фронте, эстонский Комитет спасения, в который вошли Константин Пятс, К. Коник и Ю. Вильмс, надеясь на поддержку и помощь немецкого командования, отдали приказ национальным формированиям соблюдать в отношении немцев полный нейтралитет и захватить власть на местах, арестовав большевистских руководителей. Эти национальные военизированные формирования и получили название «Омакайтсе» («Самооборона»). А уже после 23 февраля 1918 года, после провозглашения независимости Эстонии, «Омакайтсе» обеспечивало порядок практически во всех уездах нового государства.
Однако немецкая администрация, после оккупации Эстонии в феврале-марте 1918 года, не признала её независимость, политические национальные партии были запрещены, а «Омакайтсе» формально был распущен, но продолжал действовать на полулегальных основаниях. После ухода немецкой армии в конце 1918 года отряды «Омакайтсе» вышли из подполья и стали основой для формирования новой организации — «Кайтселийта» («Союза обороны»), на базе которого в 1918—1919 году формировалась Эстонская армия.
В армии Лайдонера на Псковском направлении сражались и отряды «Кайтселийта», которые после окончания наступления обеспечивали порядок на захваченных территориях и охраняли различные объекты в тылу эстонской армии.

### 1918—1940
В середине 1920-х годов «Кайтселийт» получил законодательное оформление. В 1924 году главнокомандующий эстонской армией генерал Йоханнес Лайдонер утвердил «Устав Кайтселийта», который определил цели и задачи «союза», ввёл организационную структуру «Кайтселийта» — территория Эстонии делилась на округа, отделения, районы и группы самозащиты, которые должны были подчиняться Начальнику самозащиты и военному министру. 

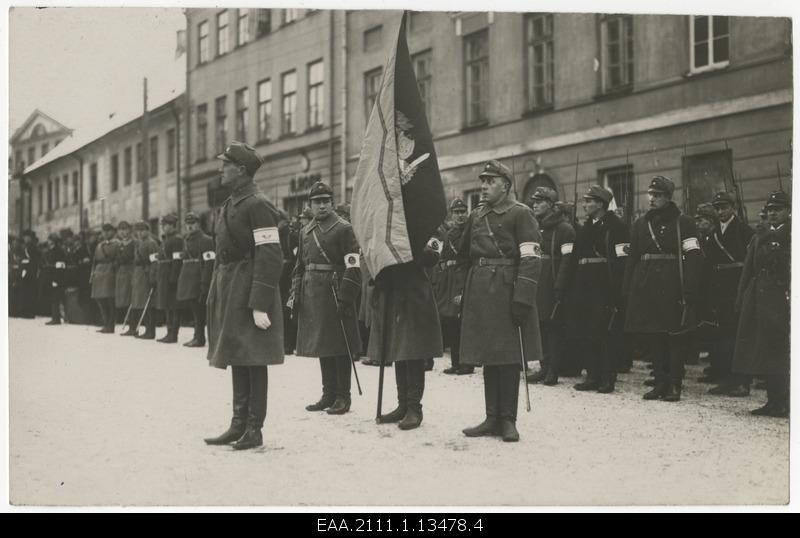
Празднование первой годовщины Тартуской дружины «Кайтселийта», 1925 г.

Первоначально отряды «Кайтселийта» были вооружены стрелковым оружием, которое как правило хранилось в клубах и штабах этого военного общества, но допускалось и создание резервных складов — тайников на случай военных действий. Со второй половины 1930-х годов на вооружении «Кайтселийта» уже находилось несколько танков и артиллерийских орудий. В члены «Кайтселийт» принимали всех граждан Эстонии, достигших 18-летнего возраста, они должны были проходить военное обучение, участвовать в разнообразных военно-патриотических и спортивных мероприятиях, разыгрывали возможные сценарии участия в боевых действиях, если придётся обороняться от СССР. Время от времени отрядам устраивались смотры, они выезжали в военно-спортивные лагеря, организовывали стрельбы и конкурсы. Для поощрения отличившихся членов в Эстонии была введена система наград, среди которых заметное место занимал «Орден белого креста Кайтселийта», который давался за особое отличие и за заслуги в годы Освободительной войны 1918—1920 гг. Женские отряды «Кайтселийта» организовывали культурно-просветительские мероприятия.
Общая численность членов «Кайтселийта», к концу 1930-х годов вместе с женскими и детскими отрядами и подразделениями составляла почти 100 000 человек, из них более 42 000 обученных и подготовленных для военных действий бойцов. С 1925 по 1940 год во главе организации стоял генерал-майор Йоханнес Орасмаа (арестован НКВД 19 июля 1940 года, умер в Вятлаге в 1943 году).

### В настоящее время
«Кайтселийт» был восстановлен 17 февраля 1990 года, ещё в условиях советской власти, когда 125 человек подписали в Ярваканди соответствующий документ. Этот день официально считается датой восстановления организации.
В 1992 году после восстановления независимости и прихода к власти правительства Тийта Вяхи «Кайтселийт» был признан на государственном уровне. В феврале того же года «Кайтселийту» были возвращены ранее принадлежавшие ему стрелковые клубы и тиры (с оружием и боеприпасами). 28 апреля 1992 правительство Эстонии приняло постановление, в соответствии с которым «Кайтселийт» объявлен составной частью Сил обороны Эстонии (СОЭ). Руководство «Кайтселийта» получило воинские звания Эстонии и права офицеров регулярной армии. Теперь командира «Кайтселийта» и начальника штаба назначает правительство Эстонии по предложению руководителя главного штаба СОЭ. Деятельность «Кайтселийта» финансируется из сумм, предусмотренных на государственную оборону, вооружение и снаряжение предоставляется главным штабом СОЭ. В своей деятельности «Кайтселийт» руководствуется законами Эстонии и другими нормативными актами, утверждёнными ещё в 1930-е годы уставом и внутренним распорядком «Кайтселийта».

## Структура

### Общая информация
Сегодня отделения «Кайтселийт» действуют во всех 15 уездах Эстонии. Общая его численность вместе с женской и детской организациями достигла почти 20 000 человек, состоящих в 17 дружинах. Кайтселийт регулярно принимает участие в общевойсковых и международных учениях, проводит собственные учения и спецподготовку кадров в самых различных направлениях. Членами организации могут быть как граждане, так и неграждане Эстонии. Члены разделяются на несколько групп: действующий, помогающий, ветеран.

### Дружины

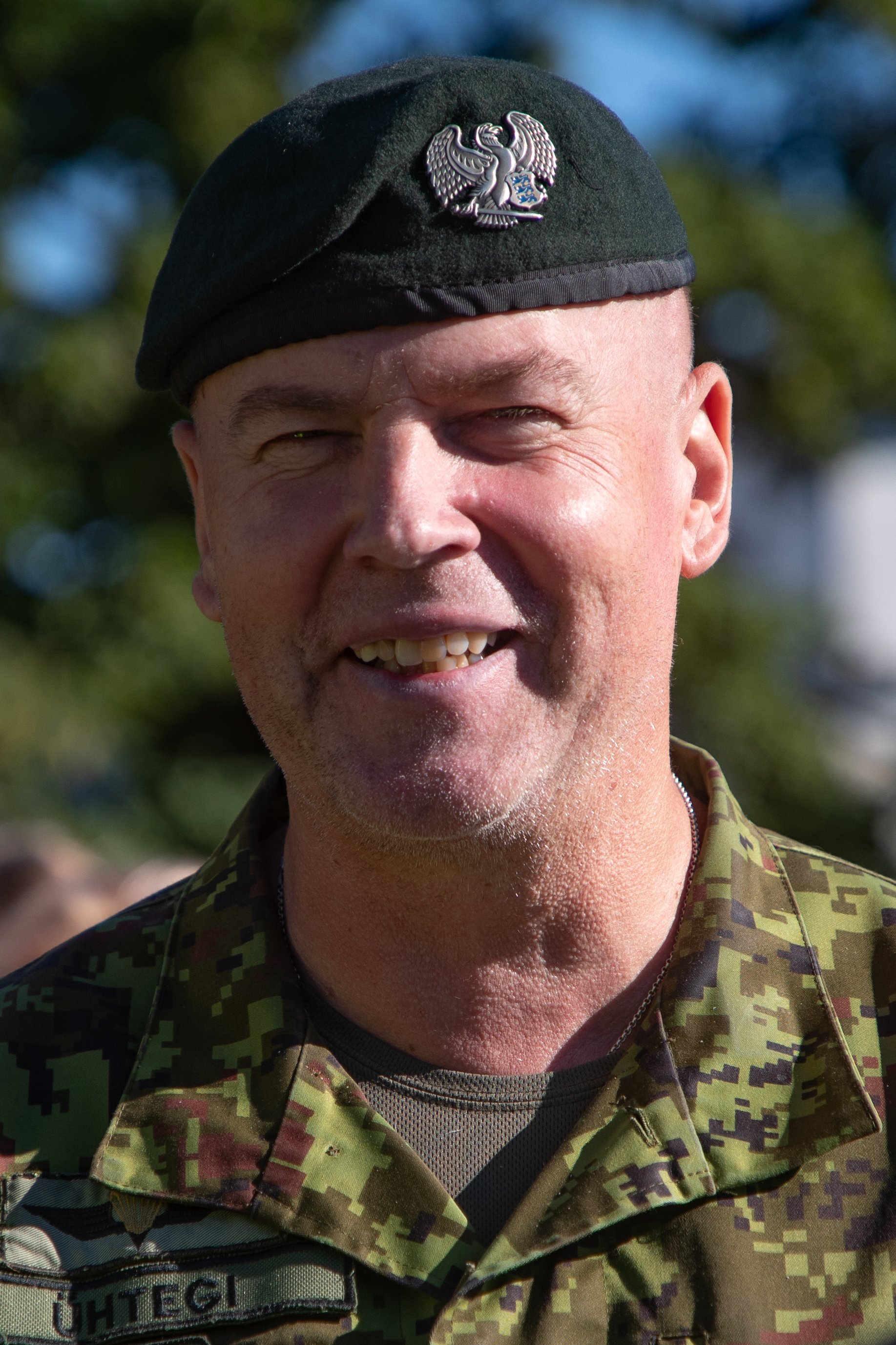
Рихо Юхтеги, командующий «Кайтселийта» с 19.07.2019

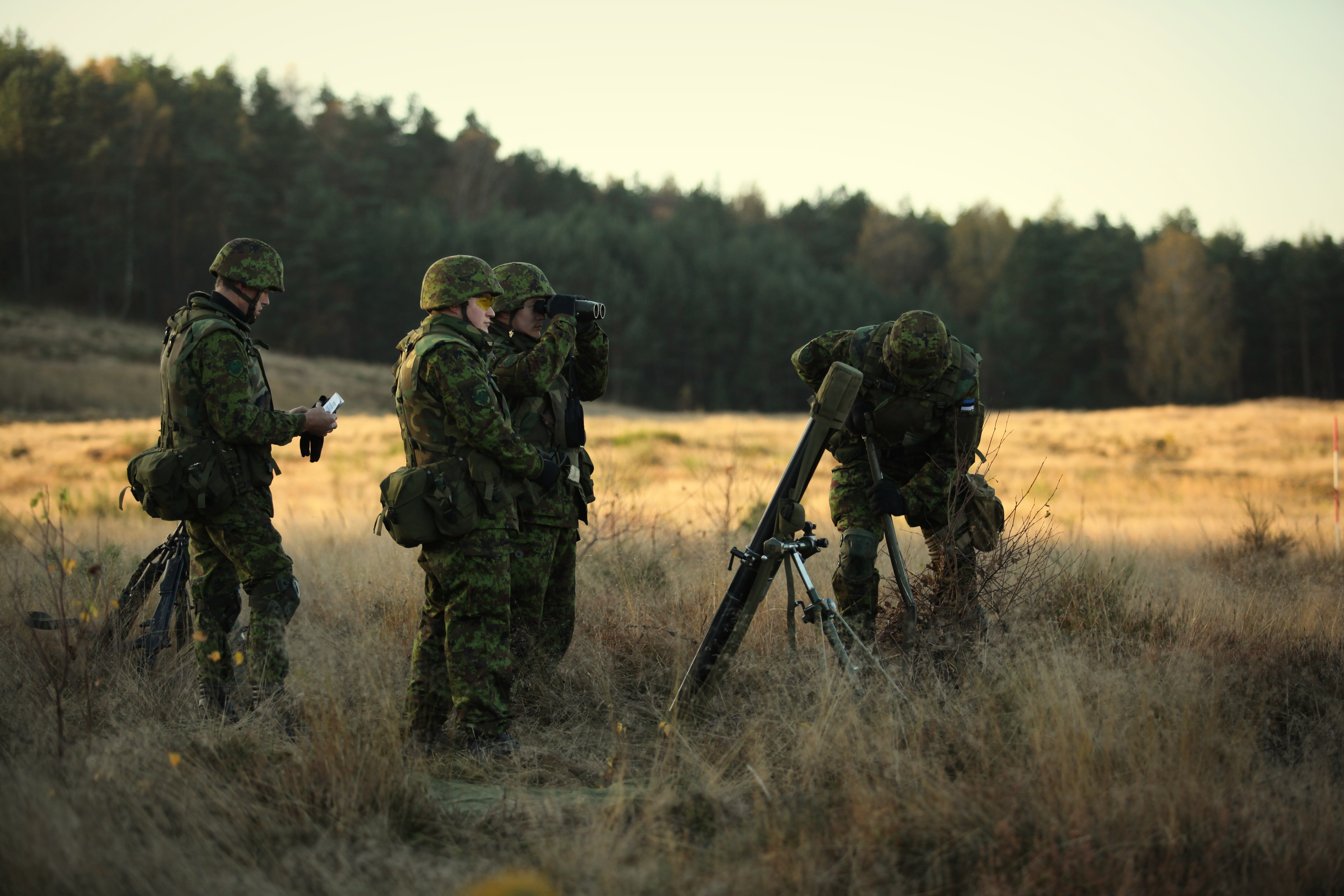
Миномётный взвод «Кайтселийта» готовится к стрельбе по мишеням, 2013 г.

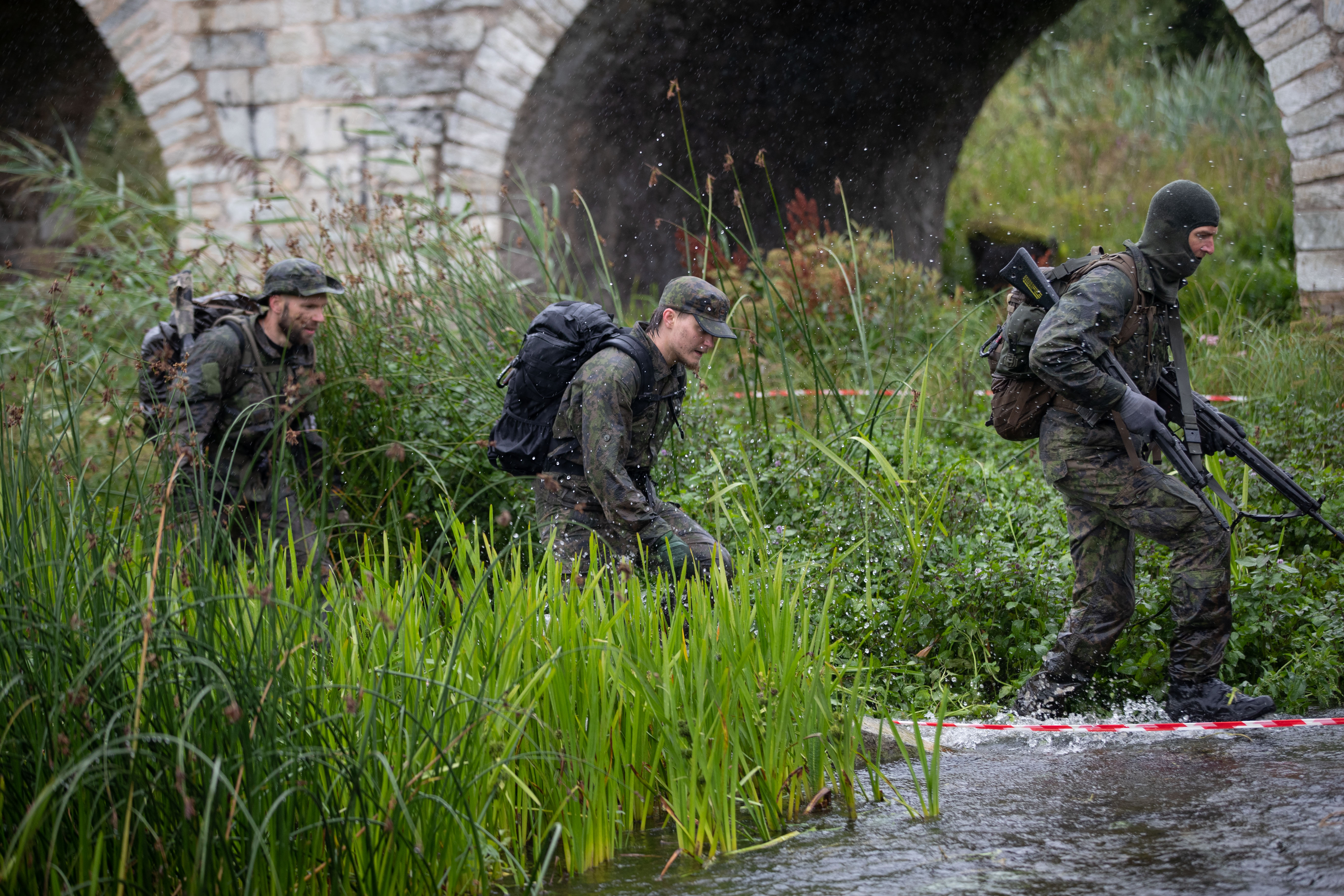
Соревнования имени адмирала Питка, 2021 г.

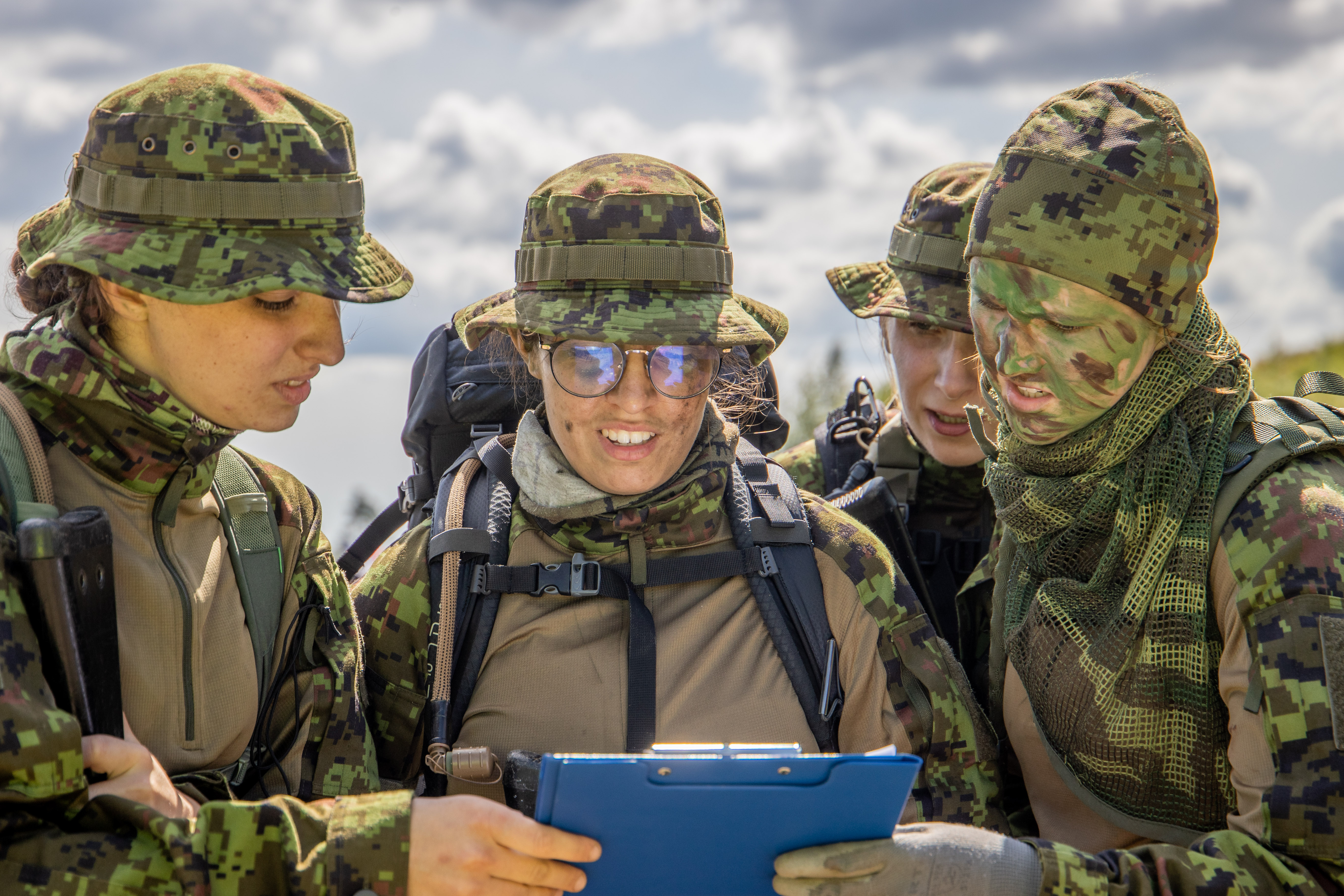
Женщины на соревновании имени адмирала Питка, 2021 г.

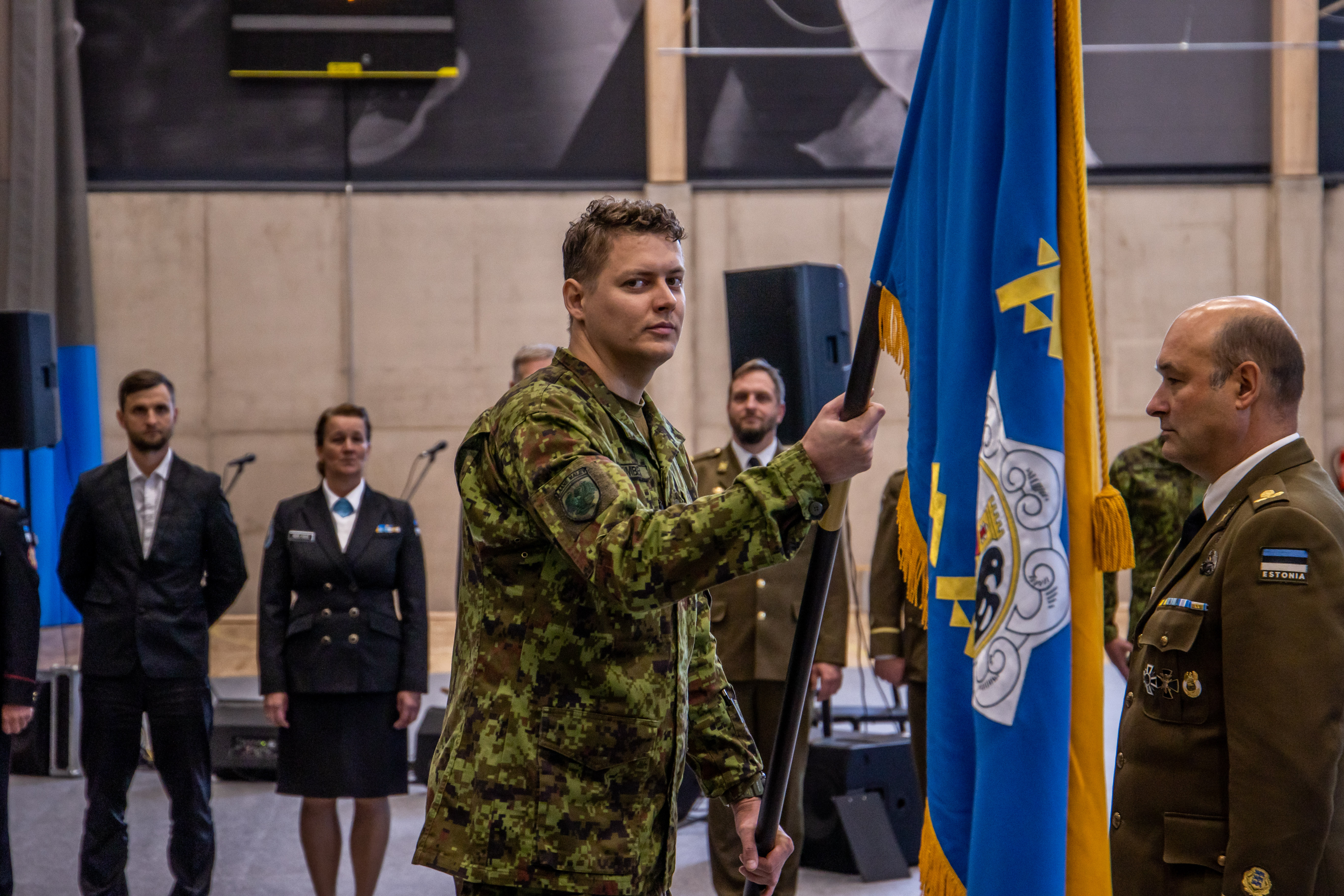
Церемония вручения флага Хийумааскому отряду дружины Ляэне, 2.10.2022

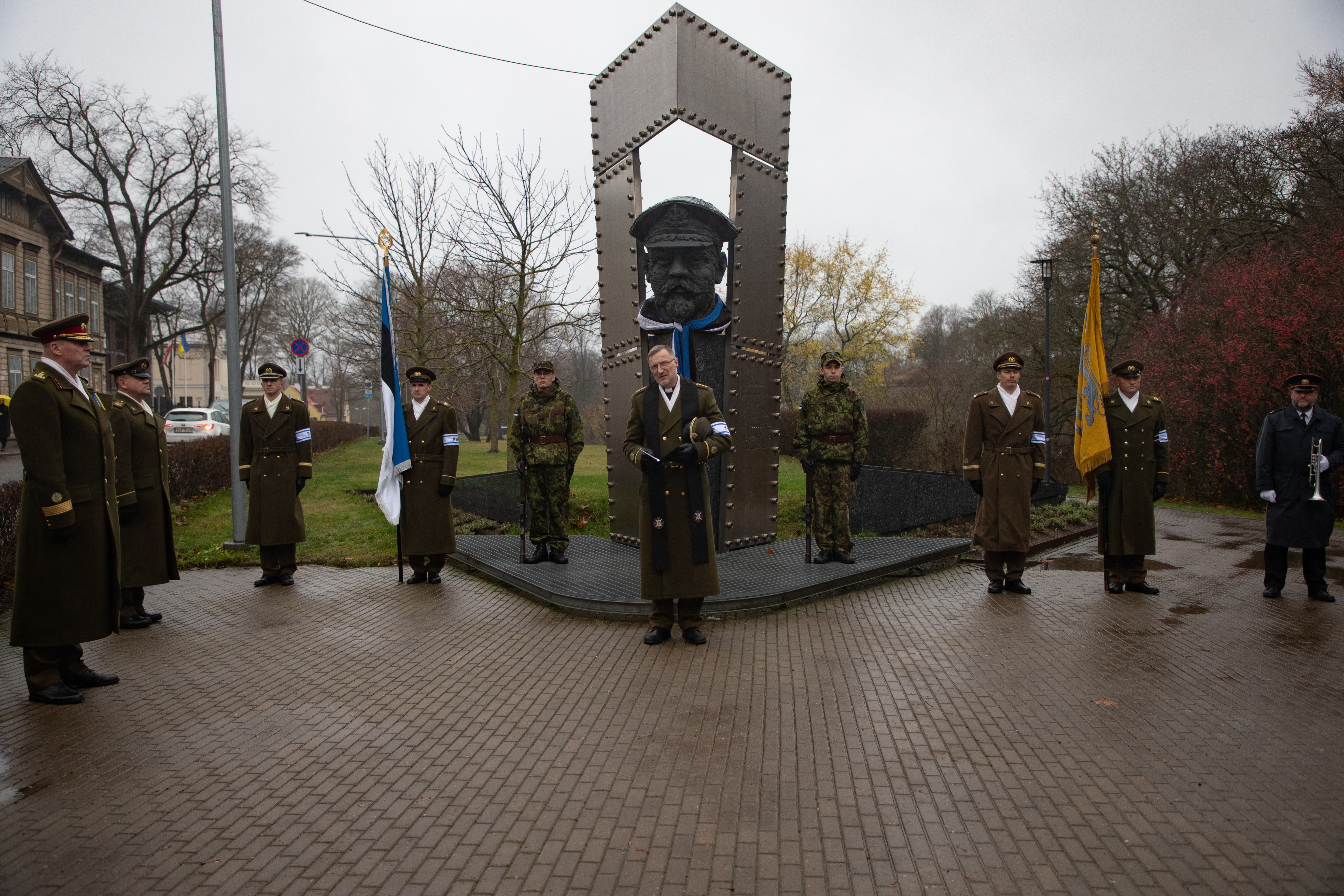
Празднование 104-й годовщины «Кайтселийта», 11.11.2022

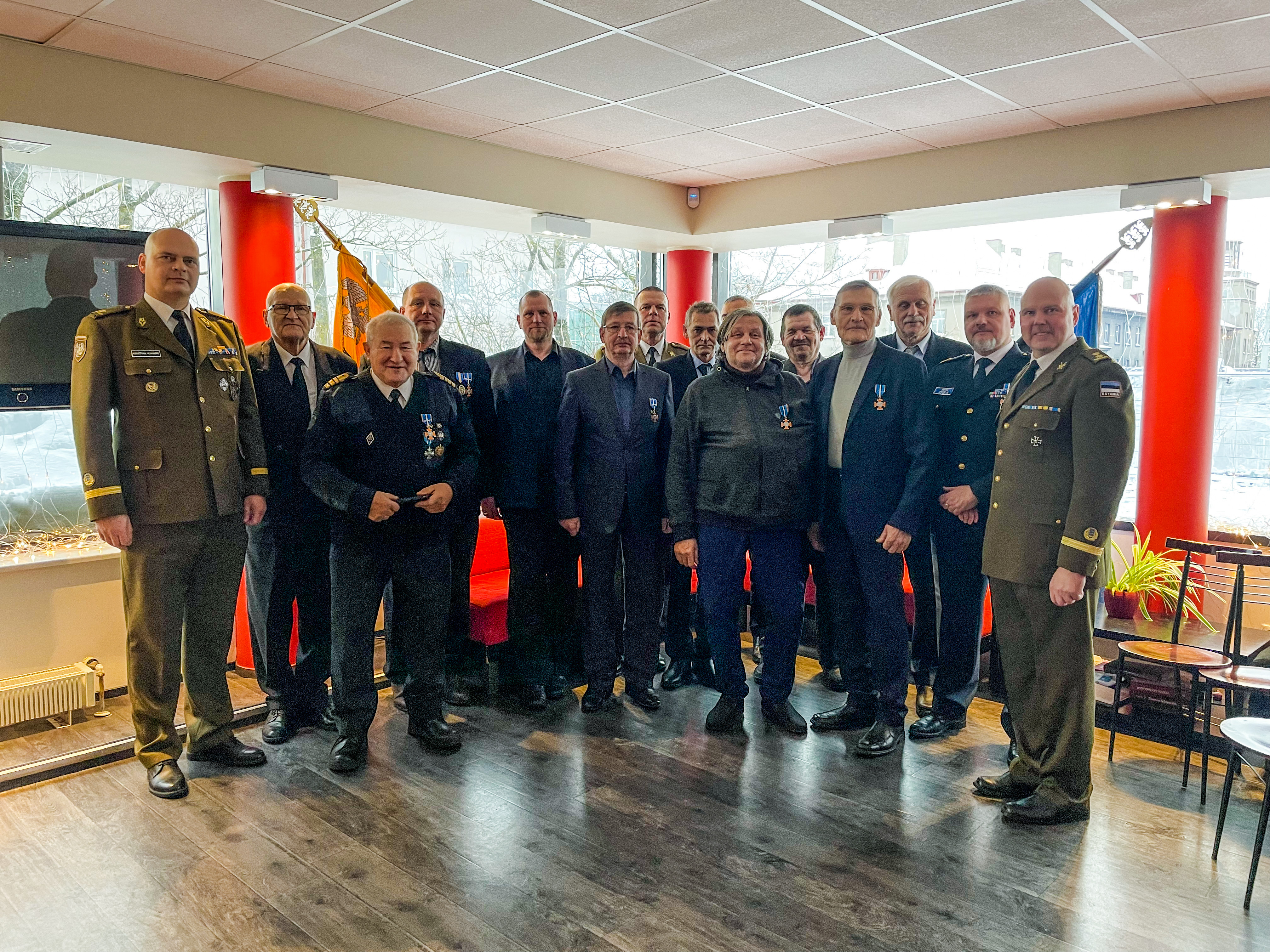
Вручение наград «Кайтселийта» в дружине Пярну, 14.12.2022

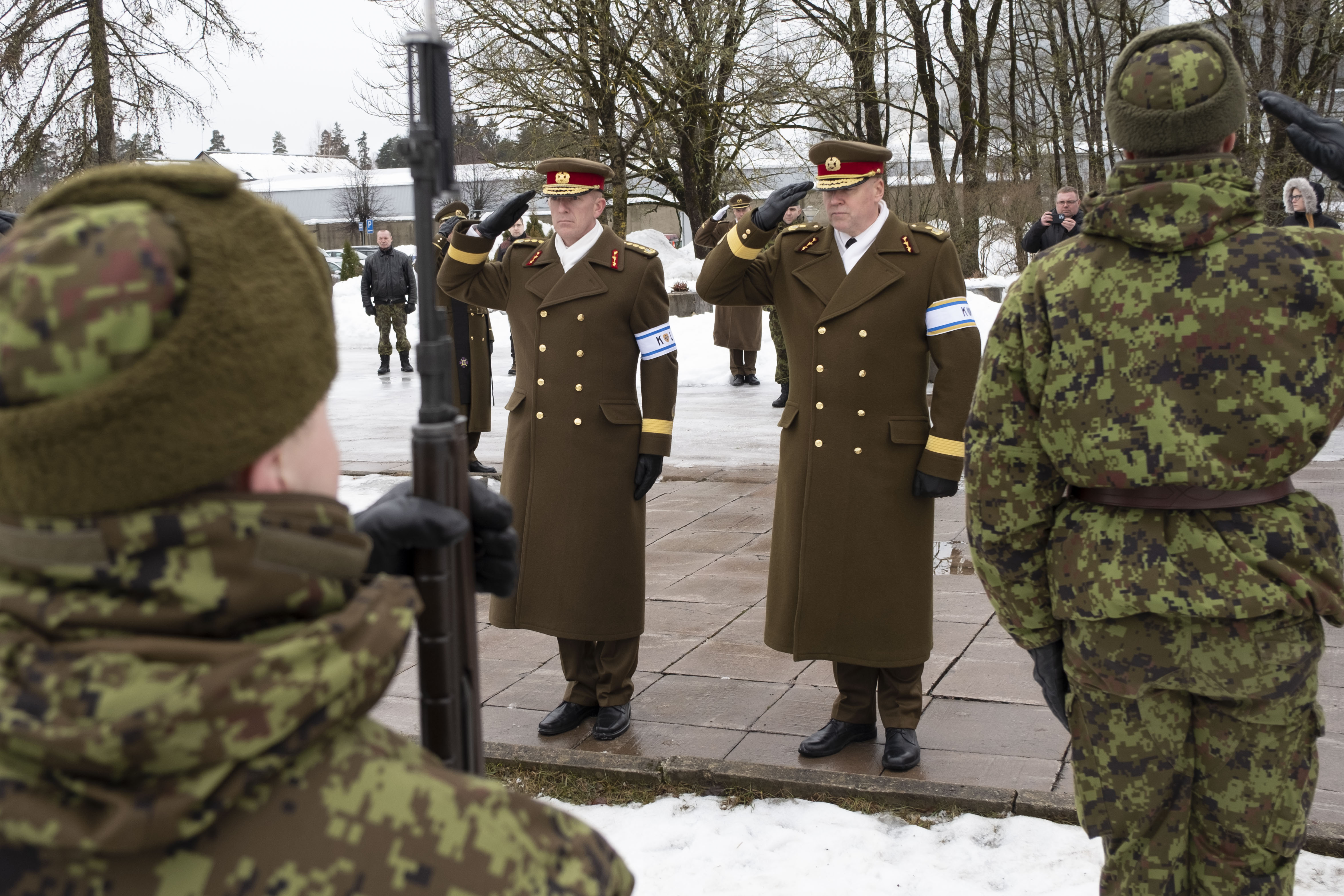
Празднование 32-й годовщины восстановления «Кайтселийта», Ярваканди, 17.02.2022

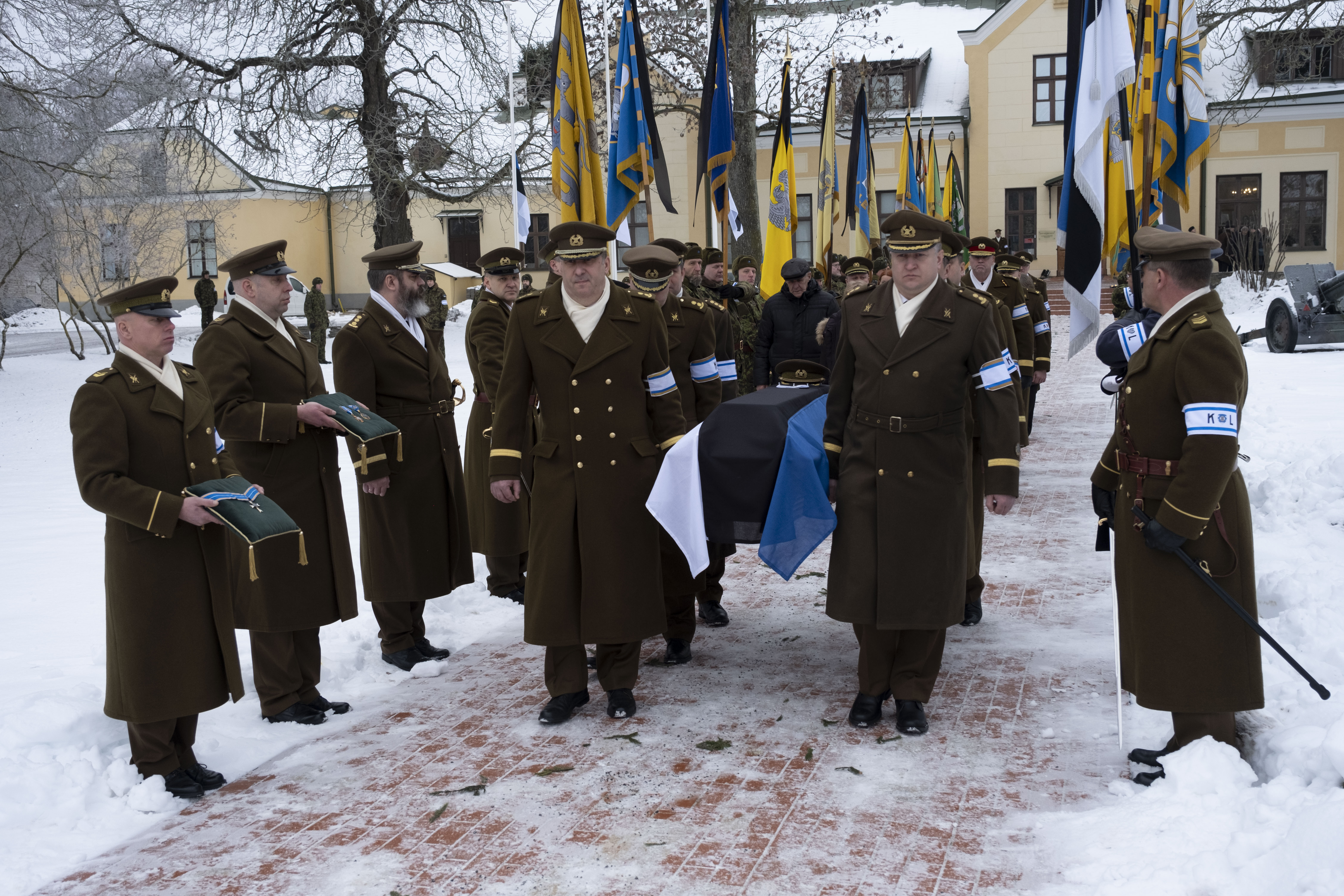
Похороны офицера «Кайтселийта» в 1990–1991 гг. Калле Иствана Эллера, 22.01.2023

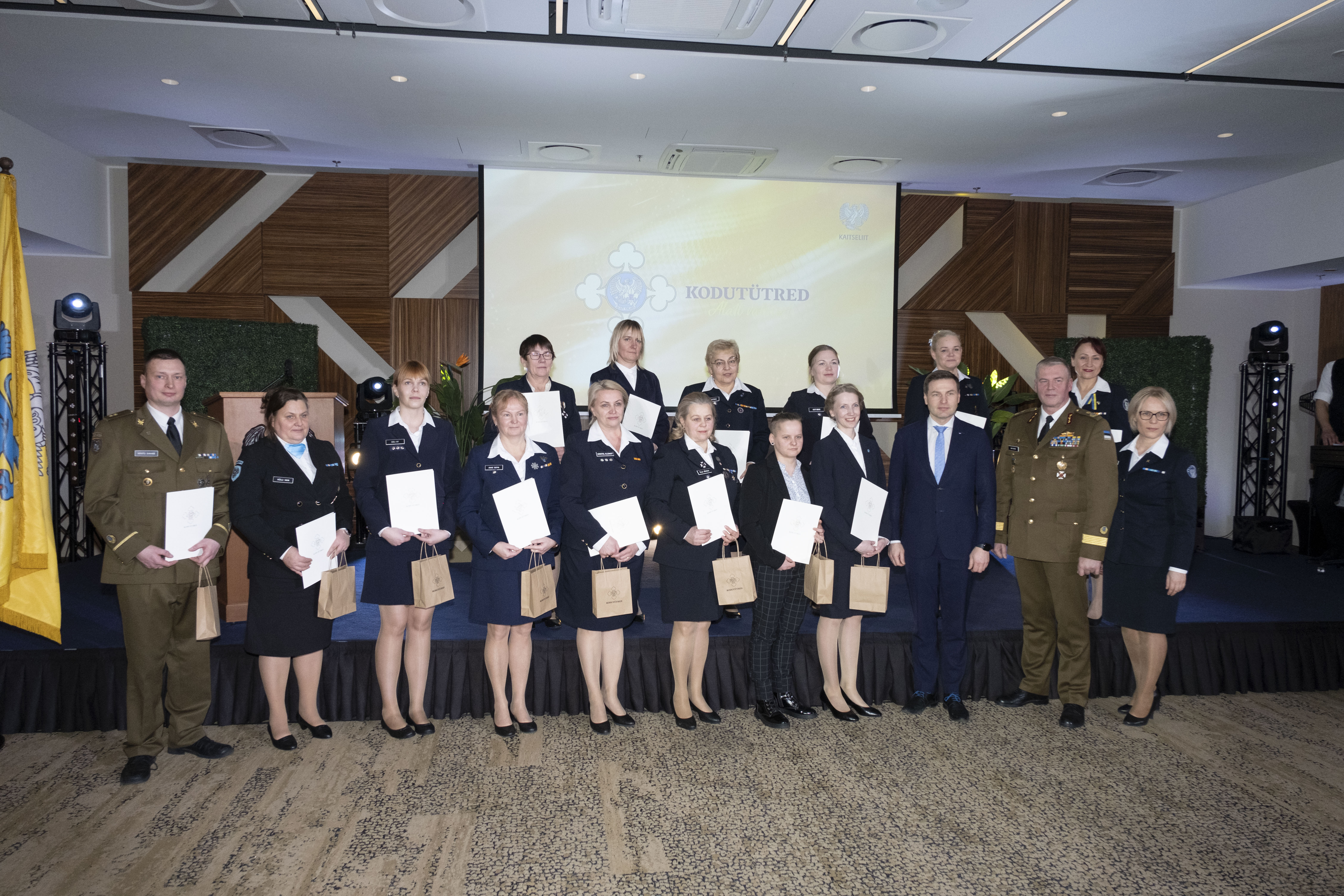
Праздничное мероприятие «Лучшие кайтселитовцы 2022», 28.01.2023

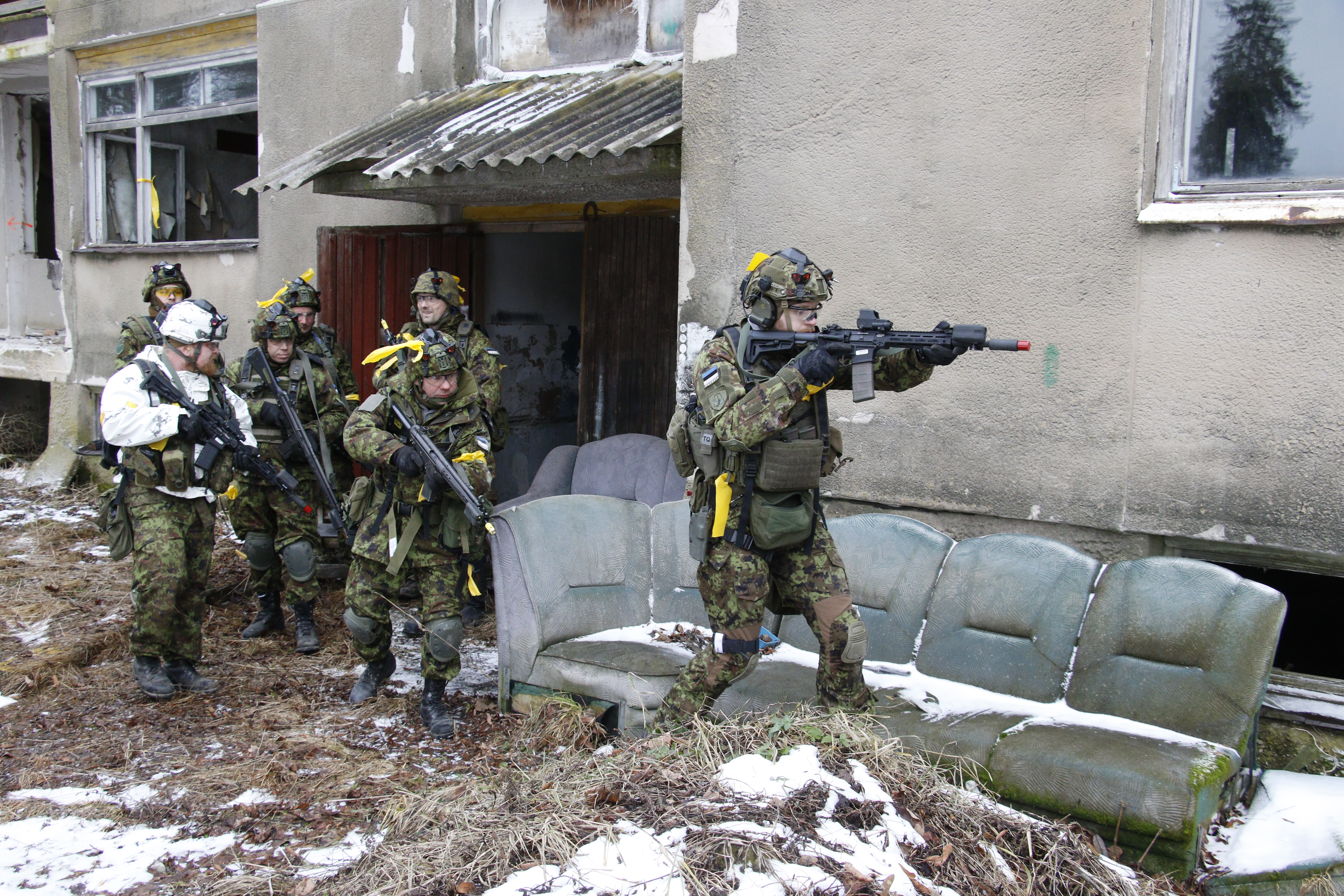
Дружина Йыгева на учениях, 29.01.2023

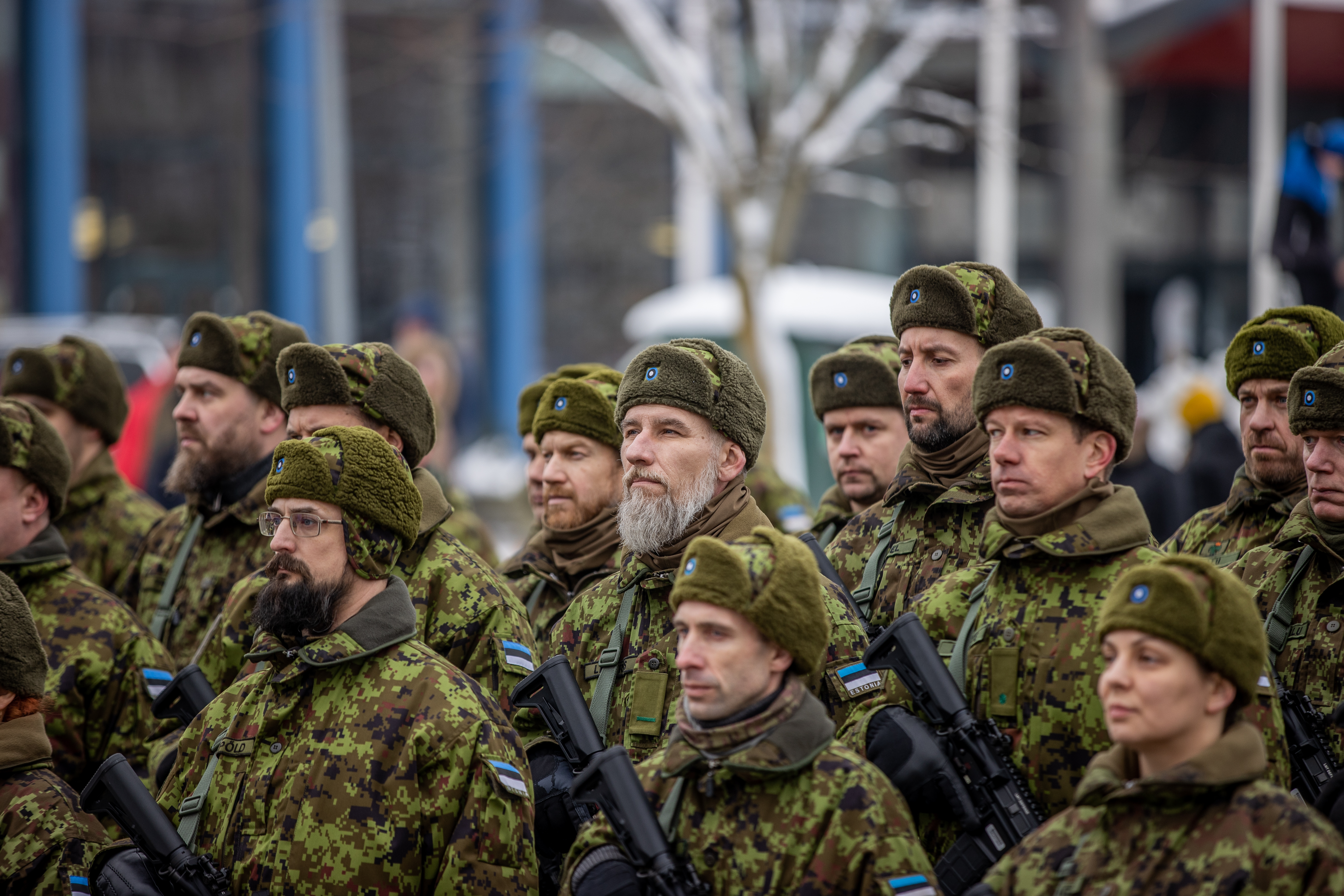
Члены «Кайтселийта» на праздничном шествии в честь 105-й годовщины независимости Эстонской республики, Пярну, 23.02.2023

На данный момент в Кайтселийте 15 дружин (эст. Malev), распределённых по округам территориальной обороны (эст. maakaitseringkond):
Северный округ
- Таллинская дружина[эст.]
- Дружина Харью[эст.]
- Дружина Рапла[эст.]

Северо-Восточный округ
- Дружина Алутагузе[эст.]
- Дружина Виру[эст.]
- Дружина Йыгева[эст.]
- Дружина Ярва[эст.]

Западный округ
- Дружина Пярнумаа[эст.]
- Дружина Ляэне[эст.]
- Дружина Сааремаа[эст.]

Южный округ
- Дружина Тарту[эст.]
- Дружина Сакала[эст.]
- Дружина Валгамаа[эст.]
- Дружина Вырумаа[эст.]
- Дружина Пылва[эст.]

Каждая дружина делится на более мелкие подразделения: роты, малевконды (эст. Malevkond).
Прежде существовали дружины Нарвская, Пярнумаа, Тартумаа и Петсеримаа, которые позже были расформированы.

#### Таллинская дружина
Штаб дружины находится в Кадриорге. Во владении находится два тира, а также учебный комплекс в Нымме, являвшийся в прошлом пожарной военной частью. Дружина действует на территории столицы. На конец 1939 года в дружине было свыше 8000 человек, на данный момент число членов составляет 2000 вместе с подконтрольными организациями. В таллинскую дружину входит 11 подразделений:
- Западный малевконд[эст.] (англ. Lääne malevkond) — территориальное подразделение, действующее в районах Мустамяэ и Хааберсти.
- Ныммеский малевконд[эст.] (эст. Nõmme malevkond) — территориальное подразделение на территории таллинского района Нымме, является одним из лучших подразделений Таллина. В состав входят боевая, противотанковая группы, группа разведки, группа внутренней охраны и группа тылового обеспечения.
- Восточная рота (эст. Ida kompanii) — территориальное подразделение, действует на территории Ласнамяэ и Пирита.
- Южная рота[эст.] (эст. Lõuna kompanii) — отдельная территориальная рота, действующая на территории районов Кесклинн и Кристийне.
- Северная рота[эст.] (эст. Põhja kompanii) — территориальное подразделение, располагающееся в районе Пыхья-Таллин.
- Тоомпеаский малевконд[эст.] (эст. Toompea malevkond) — экстерриториальное подразделение, находящееся на Тоомпеа, где располагается парламент Эстонии и в прилежащих районах.
- Калевский малевконд[эст.] (эст. Kalevi malevkond) — экстерриториальное подразделение.
- Академический малевконд[эст.] (эст. Akadeemiline malevkond) — экстерриториальное подразделение, состоящее в большой массе из студентов, либо выпускников вузов, а также членов студенческих корпораций. Включает в себя группы регионов: Вирония, Сакала, Общества эстонских студентов, Таллинского университета.
- Сторожевая рота (эст. Valvekompanii) — экстерриториальное подразделение, занимающееся охраной воинских частей и военных объектов.
- Оркестр дружины (эст. Maleva orkester) — оркестр таллинской дружины, экстерриториальное подразделение.
- Морской дивизион (эст. Meredivisjon) — экстерриториальное подразделение, находящееся в порту.

#### Дружина Харью
Действует в уезде Харьюмаа. Включает 6 подразделений:
- Рявалаский малевконд[эст.] (эст. Rävala malevkond) — территориальное подразделение, действующее в восточной части Харьюмаа. В состав входит три роты: Рявала, Куусалу, Харью-Яани[эст.].
- Кейлаский малевконд[эст.] (эст. Keila malevkond) — территориальное подразделение, действующее в волости Кейла
- Козеский малевконд (эст. Kose malevkond) — территориальное подразделение в волости Козе
- Малевконд Мяннику[эст.] (эст. Männiku malevkond) — экстерриториальное подразделение, состоящее из боевой группы, группы разведки и отряда миномётчиков.
- Сторожевая рота (эст. Valvekompanii) — экстерриториальное подразделение, занимающееся охраной воинских частей и военных объектов.

#### Дружина Рапла
Действует на территории уезда Рапламаа. Включает:
- Малевконд Лооне (эст. Loone malevkond)
- Отдельная рота Мярьямаа (эст. Märjamaa üksikkompanii)
- Отдельная рота Хииэ (эст. Hiie üksikkompanii)

#### Дружина Алутагузе
Действует в уезде Ида-Вирумаа. Делится на 4 подразделения:
- Люганузеский малевконд (эст. Lüganuse malevkond)
- Авинурмеский малевконд (эст. Avinurme malevkond)
- Нарвский малевконд[эст.] (эст. Narva malevkond)
- Йыхвиский малевконд (эст. Jõhvi malevkond)

#### Дружина Виру
Дружина находится в уезде Ляэне-Вирумаа. В состав дружины входит 3 отдельные роты:
- Раквереская отдельная рота (эст. Rakvere üksikkkompanii)
- Кадринаская отдельная рота (эст. Kadrina üksikkompanii)
- Тапаская отдельная рота (эст. Tapa üksikkompanii)

#### Дружина Йыгева
Действует в уезде Йыгевамаа. Включает:
- Малевконд Йыгева[эст.] (эст. Jõgeva malevkond)
- Отдельная рота Пылтсамаа[эст.] (эст. Põltsamaa üksikkompanii)
- Отдельная рота Торма[эст.] (эст. Torma üksikkompanii)

#### Дружина Ярва
Действует в уезде Ярвамаа.

#### Дружина Пярнумаа
Располагается в уезде Пярнумаа и состоит из четырёх малевкондов:
- Малевконд Соонтагана[эст.] (эст. Soontagana malevkond)
- Малевконд Пярну (эст. Pärnu malevkond)
- Малевконд Кикепера[эст.] (эст. Kikepera malevkond)
- Малевконд Корбе[эст.] (эст. Korbe malevkond), образован в 2008 году[4]

#### Дружина Ляэне
Действует в Ляэнемаа и на острове Хийумаа. К Хийумаа относится одноимённый малевконд, а в Ляэнемаа находятся два других малевконда. Состав дружины:
- Малевконд Хаапсалу (эст. Haapsalu malevkond)
- Малевконд[эст.] Хийумаа (эст. Hiiumaa malevkond)
- Малевконд[эст.] Ристи (эст. Risti malevkond)
- Отдельная рота Лихула (эст. Lihula üksikkompanii)

#### Дружина Сааремаа
Действует на острове Сааремаа в одноименном уезде.

#### Дружина Тарту
Дружина, действующая в городе Тарту и в окружающем его Тартуском уезде. Делится на 4 отряда:
- Тартуский I малевконд (эст. Tartu I malevkond)
- Академический малевконд[эст.] (эст. Akadeemiline malevkond) — академический малевконд, состоящий, как и таллинский академический малевконд, из студентов и выпускников высших учебных заведений.
- Таммеский малевконд[эст.] (эст. Tamme malevkond) — делится на 5 отделений: рота Тамме, рота Веэрику, отдельный отряд Кырвекюла, отдельные группы Пухья и Вынну.
- Элваский малевконд (эст. Elva malevkond)
- Куперьяновский малевконд (эст. Kuperjanovi malevkond)

#### Дружина Сакала
Действует в уезде Вильяндимаа. Включает:
- Малевконд Каркси (эст. Karksi malevkond)
- Отдельная рота Лембиту (эст. Lembitu üksikkompanii)
- Отдельная рота Линнусе (эст. Linnuse üksikkompanii)

#### Дружина Валгамаа
Действует в уезде Валгамаа. Включает:
- Отдельная рота Валга (эст. Valga üksikkompanii)
- Отдельная рота Отепяя (эст. Otepää üksikkompanii)
- Отдельная рота Хелме (эст. Helme üksikkompanii)

#### Дружина Вырумаа
Действует в уезде Вырумаа. Включает:
- Выруский малевконд (эст. Võru malevkond)
- Отдельная рота Антсла (эст. Antsla üksikkompanii)
- Отдельная рота Рыуге-Вастселийна (эст. Rõuge-Vastseliina üksikkompanii)

#### Дружина Пылва
Действует в уезде Пылвамаа.

## Вспомогательные организации
Союзу Обороны подчиняются три вспомогательные организации.

### Найскодукайтсе[эст.]

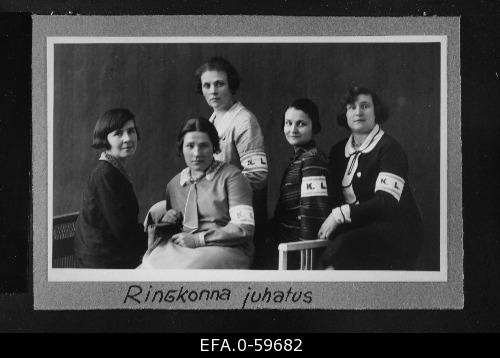
Правление Ляэнеского округа «Найскодукайтсе», 1930 год

На́йскодукайтсе (эст. Naiskodukaitse — Женская защита дома) — женская организация защиты. Основана 2 сентября 1927 года, восстановлена 20 сентября 1991.
Задачами организации являются поддержка Союза обороны Эстонии в вопросе защиты государства, медицинская и тыловая служба в содействии с Кайтселийтом. Организация делится по четырём округам:
- Северный район — делится на округи Харью, Рапла, Таллин.
- Северо-восточный район — округи Алутагузе, Йыгева, Ярва и Виру.
- Южный район — Пылва, Сакала, Тарту, Валга и Выру.
- Западный — Ляэне, Пярну, Сааремаа.

Организация делится на 6 профессиональных областей:
- Группа связи и штаба
- Медицинская группа
- Продовольственная группа
- Группа пропаганды
- Группа формирования
- Управление организацией Кодутютред (эст. Kodutütred — Дочери родины)

### Нооред Коткад
Нооред Коткад (эст. Noored Kotkad — Молодые орлы; Орлята). Добровольная организация, состоящая из мальчиков-скаутов. Задачами организации являются воспитание и тренировка честных и патриотичных молодых людей. В этой молодёжной организации, в отличие от Кайтселийт, могут состоять как граждане, так и неграждане Эстонии. Основана 27 мая 1930 года. Восстановлена 12 августа 1989 года.

### Кодутютред[эст.]

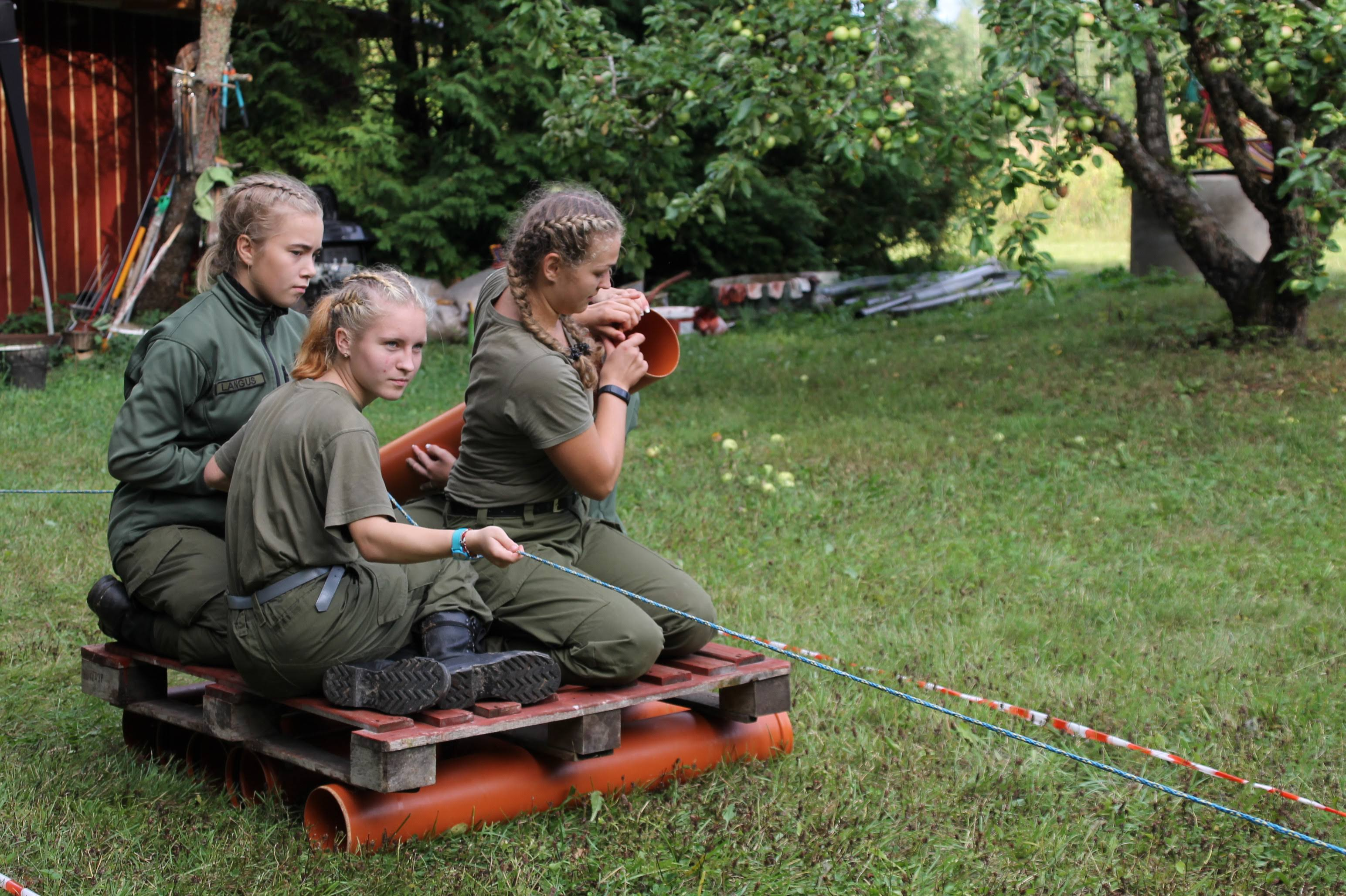
Участницы «Кодутютред» на учениях, 2018 год

Ко́дутютред (эст. Kodutütred — Дочери родины), аналог организации «Нооред коткад». В организации состоят девочки. Дальнейшим логическим продолжением является членство в организации «Найскодукайтсе».